# Louis Phélypeaux de Saint-Florentin
Pour les articles homonymes, voir Louis Phélypeaux et Famille Phélypeaux.
Louis III Phélypeaux, comte de Saint-Florentin, marquis (1725) puis duc (1770) de La Vrillière, né le 18 août 1705 et mort le 27 février 1777, est un homme d'État français.

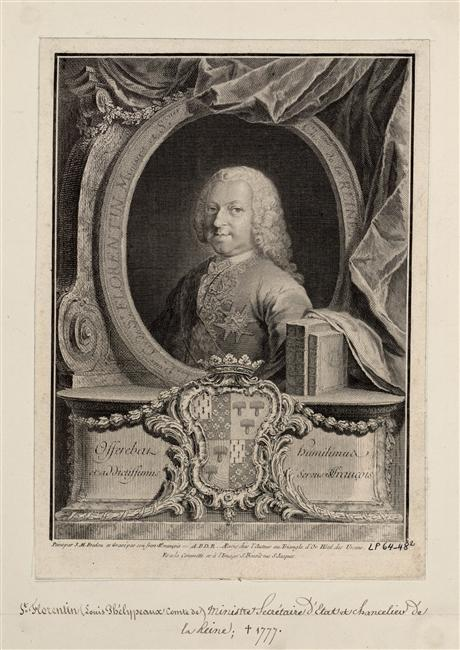
Louis Phélypeaux par Jean-Charles François, d'après Frédou

## Biographie
Il est le fils de Louis Phélypeaux (1672-1725), marquis de La Vrillière, et de Françoise de Mailly-Nesle (1688-1742).
Louis Phélypeaux avait épousé en 1724 Amalie Ernestine von Platen-Hallermund (1701-1767), fille d'Ernest-Auguste, comte de Platen et du Saint-Empire.
Il eut une liaison avec Marie Madeleine Josèphe Aglaé de Cusacque (1725-1778), comtesse de Langeac, épouse d'Étienne Joseph de Lespinasse, colonel de grenadiers.
En 1756 une fille est née de cette union, qui fut toutefois reconnue par l'époux légitime de sa mère. Aglaé de Lespinasse de Langeac épouse en 1774 Scipion de La Garde, marquis de Chambonas, et meurt en 1788 à l'âge de 32 ans.
En septembre 1765, Louis Phélypeaux fut victime d'un accident de chasse et dut être amputé de la main gauche.
Louis Phélypeaux fut créé duc de La Vrillière en 1770 mais mourut sans postérité masculine.
Il fit construire, entre 1767 et 1769, par l'architecte Jean-François-Thérèse Chalgrin le magnifique hôtel connu sous le nom d'hôtel de Saint-Florentin (2 rue Saint-Florentin à Paris).

### Ministre de Louis XV
Louis Phélypeaux devient secrétaire d'état à la Religion Prétendument Réformée, en 1725, succédant à son père.
Il devient Chancelier de la Reine en 1743, et secrétaire d'État à la Maison du Roi de 1749 à 1775 (la mort de Louis XV étant intervenue le 10 mai 1774).
Il fut Ministre d’État en 1761.
Après le renvoi de Choiseul en 1770, il fut brièvement secrétaire d'État aux Affaires étrangères du 24 décembre 1770 au 6 juin 1771.
Il détient le record de longévité ministérielle sous Louis XV (un demi-siècle), jusqu'à son remplacement en 1775 au Secrétariat d'Etat à la Maison du Roi par Malesherbes.
Il fut chancelier et garde des Sceaux de l'Ordre du Saint-Esprit de 1756 à 1770,

### Appartenances
Reçu dans la franc-maçonnerie (1735), il est également membre de l’Académie des sciences (1740) et de l’Académie des Belles-lettres (1757).

### Critiques
À l'occasion de la présentation d'un buste du comte de Saint-Florentin par Lemoyne au salon de 1767, Diderot étrille le ministre : 
« Il y avait à côté du Trudaine une autre espèce de magot, et qui pis est de magot sans verve. Si le premier n'était pas de chair, bien moins celui-ci. Je ne sais qui c'était, mais de tous ces pauvres cordons qu'on voit dans nos rues, traîner leur misère et l'ingratitude de la nation, je n'ai pas de mémoire d'en avoir vu un plus plat de physionomie. C'est quelque mauvais plaisant qui a conseillé à cette tête de chou de se faire mettre en marbre, cette matière, cet art qui est si grave, si sévère, qui demande tant de caractère et de noblesse. C'était un moyen de montrer avec force, le ridicule, l'ignoble, de ces grosses joues boursouflées, de cette boule, de ce petit nez serré entre deux vessies, de ce front étroit. Connaissez-vous un livre de Hogarth, intitulé la Ligne de beauté, c'est une des figures hétéroclites de cet ouvrage ; et puis un jabot et des manchettes brodées ; un gothique Saint-Esprit étalé sur la poitrine. Puisse pour l'honneur du siècle, ce hideux morceau aller frapper rudement le Trudaine, et le ministre mettre en pièces l' intendant des finances, en sorte qu'il ne reste de l'un et de l'autre que des fragments trop petits pour déposer dans l'avenir de notre insipidité ». 
Il s'est dit à propos de Saint-Florentin « qu'il portait trois noms et ne s'en fit aucun ».

## Héraldique
Les armes du comte de Saint-Florentin sont écartelées « aux 1 et 4, d’azur, semé de quintefeuilles d’or, au franc-quartier d’hermine (Phélypeaux) ; aux 2 et 3, d’or à trois maillets de sinople (Mailly) ».

## Correspondance
Une partie de la correspondance de Louis Phélypeaux de Saint-Florentin est conservée aux Archives nationales sous la cote 463AP.